# Neolucanus maximus maximus
Neolucanus maximus maximus es una subespecie de coleóptero de la familia Lucanidae.

## Distribución geográfica
Habita en el Tíbet, Vietnam y Tailandia.